# Тихое (Черниговская область)
Тихое (укр. Тихе) — село в Прилукском районе Черниговской области Украины. Основано 15 мая 2003 года.
Почтовый индекс: 17511. Телефонный код: +380 4637.

## Власть
Орган местного самоуправления — Заездский сельский совет. Почтовый адрес: 17543, Черниговская обл., Прилукский р-н, с. Заезд, ул. Николаевская, 40.